# Cantone di Pays de la Force
Il Cantone di Pays de la Force è una divisione amministrativa dell'arrondissement di Bergerac.
È stato costituito a seguito della riforma approvata con decreto del 21 febbraio 2014, che ha avuto attuazione dopo le elezioni dipartimentali del 2015.

## Composizione
Comprende i seguenti 14 comuni:
- Bosset
- Le Fleix
- Fraisse
- Gardonne
- Ginestet
- La Force
- Lamonzie-Saint-Martin
- Lunas
- Monfaucon
- Prigonrieux
- Saint-Georges-Blancaneix
- Saint-Géry
- Saint-Laurent-des-Vignes
- Saint-Pierre-d'Eyraud